# Bletchley and Fenny Stratford
Bletchley and Fenny Stratford è un comune e parrocchia civile dell'Inghilterra, appartenente alla contea del Buckinghamshire.